# Lindenhof (Stammbach)
Lindenhof ist ein Gemeindeteil der Marktes Stammbach im Landkreis Hof (Oberfranken, Bayern). Lindenhof liegt in der Gemarkung Fleisnitz.

## Geografie
Die Einöde liegt auf freier Flur am Rande eines Höhenzugs des Frankenwaldes. Ein Anliegerweg führt 200 Meter westlich zu einer Gemeindeverbindungsstraße, die nördlich nach Fleisnitz zur Kreisstraße HO 20 bzw. südlich nach Höflein verläuft.

## Geschichte
Von 1797 bis 1810 unterstand Lindenhof dem Justiz- und Kammeramt Gefrees. Infolge des Ersten Gemeindeedikts wurde Lindenhof dem 1812 gebildeten Steuerdistrikt Streitau und der zugleich entstandenen Ruralgemeinde Fleisnitz zugewiesen. 1938 erfolgte die Eingemeindung nach Stammbach.

### Einwohnerentwicklung
| Jahr      | 1812  | 1819  | 1861  | 1871   | 1885   | 1900   | 1925   | 1950   | 1961   | 1970   | 1987  |
| Einwohner | *     | *     | 6     | 4      | 8      | 4      | 7      | 6      | 5      | 4      | 3     |
| Häuser    | *     |       |       |        | 1      | 1      | 1      | 1      | 1      |        | 1     |
| Quelle    | [ 5 ] | [ 8 ] | [ 9 ] | [ 10 ] | [ 11 ] | [ 12 ] | [ 13 ] | [ 14 ] | [ 15 ] | [ 16 ] | [ 1 ] |

## Religion
Lindenhof ist evangelisch-lutherisch geprägt und bis heute nach St. Maria (Stammbach) gepfarrt.